# Makararaja chindwinensis
Makararaja chindwinensis is de enige soort van het geslacht Makararaja uit de familie van de pijlstaartroggen (Dasyatidae) De wetenschappelijke naam van de soort is voor het eerst geldig gepubliceerd in 2007 door Roberts.